# Carlo Bernadotte
Principe Carlo di Svezia, in svedese Carl Gustaf Oscar Frederick Christian Bernadotte (Stoccolma, 10 gennaio 1911 – Malaga, 27 giugno 2003) è stato un nobile svedese, duca di Östergötland e membro della Casa reale svedese.

## Biografia

### Infanzia

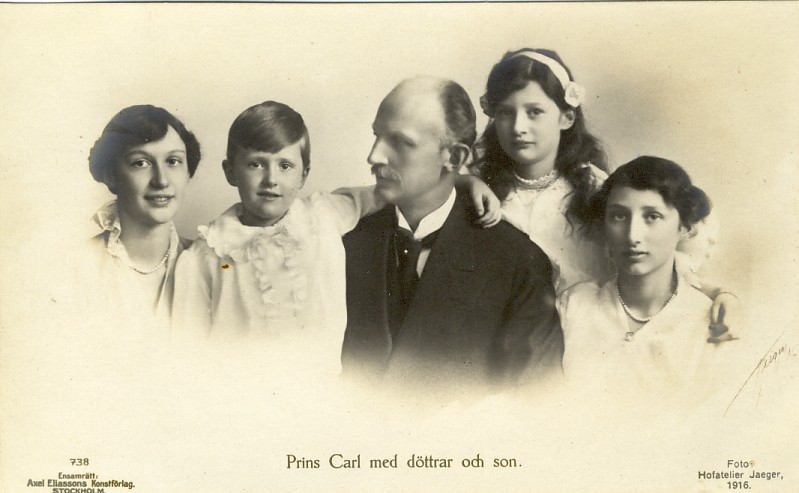
Carlo, duca di Västergötland fotografato con i figli, tra cui Carlo

Era figlio del principe Carlo di Svezia, duca di Västergötland e della principessa Ingeborg di Danimarca. I suoi nonni erano re Oscar II di Svezia e re Federico VIII di Danimarca.
Aveva tre sorelle maggiori, Margherita, consorte di Axel di Danimarca, Marta, principessa ereditaria di Norvegia come consorte di Olav V di Norvegia, e Astrid, regina dei belgi come consorte di Leopoldo III del Belgio.
Al momento della sua nascita Carlo fu creato principe di Svezia e duca di Östergötland.

### Primo matrimonio ineguale e conseguenze

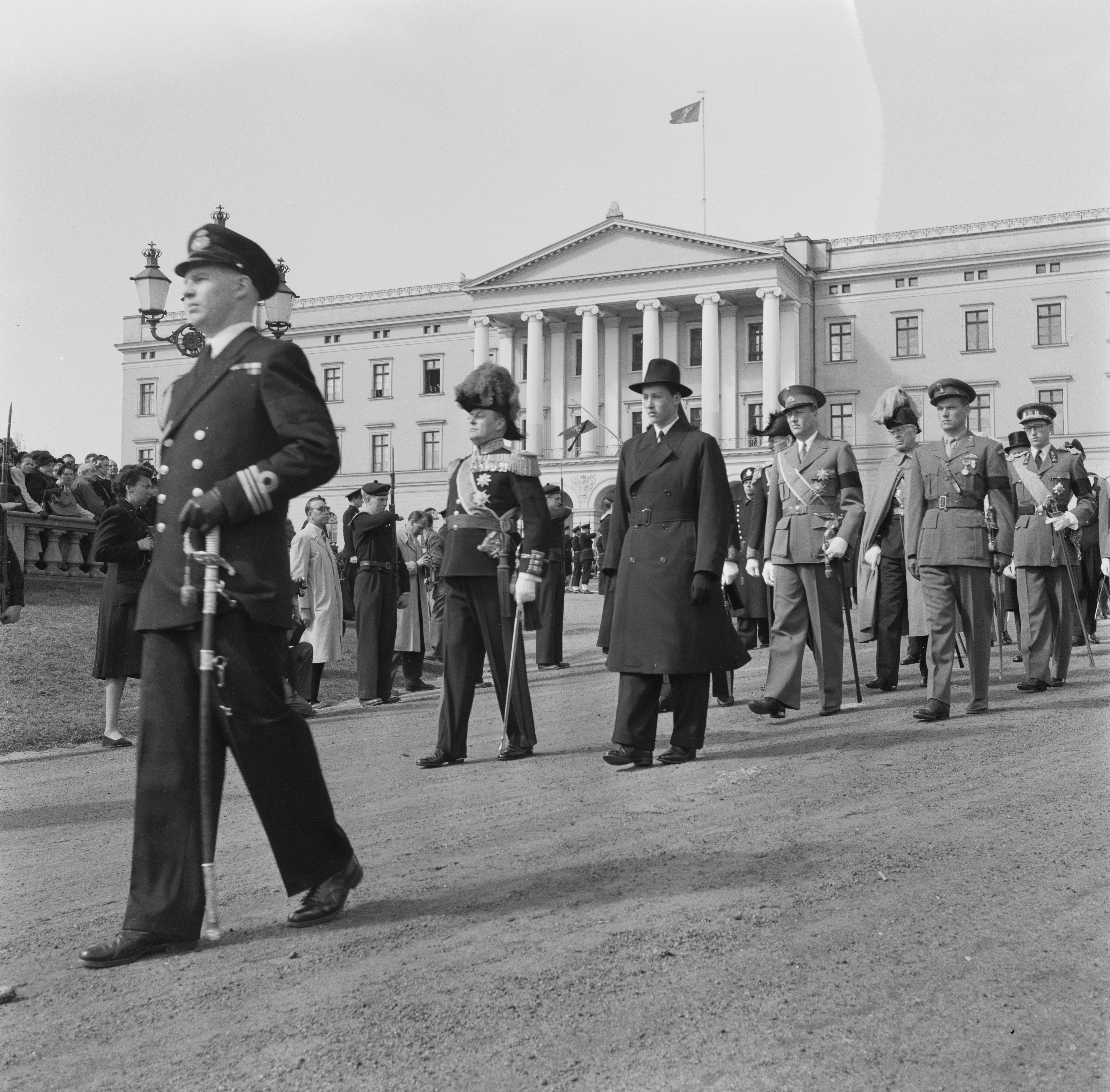
Carlo Bernadotte insieme al nipote Baldovino durante una parata

Quando nel 1937 sposò una donna non di discendenza reale, Elsa Von Rosen, come di consuetudine, perse i suoi titoli nobiliari e la sua posizione nella linea di successione al trono svedese. Fu il cognato re Leopoldo III del Belgio a conferirgli un nuovo titolo nobiliare, a partire dal 1937, quando lo creò principe Carlo Bernadotte. Non poté più, comunque, usare il trattamento di Altezza Reale.
Dal matrimonio con Elsa von Rosen, che terminò con un divorzio nel 1951, Carlo ebbe la sua unica figlia, Madeleine, nata l'8 ottobre 1938.

### Secondo matrimonio

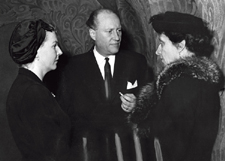
Il principe Carlo con la seconda moglie Ann Larsson e Florence Stephens nel 1957

Nel 1954 egli si sposò una seconda volta con Ann Larsson; anche questo matrimonio finì con un divorzio nel 1961.

### Terzo matrimonio
Nel 1978, in Marocco, si sposò per una terza volta con Kristine Rivelsrud, di origini norvegesi.

### Ultimi anni e morte

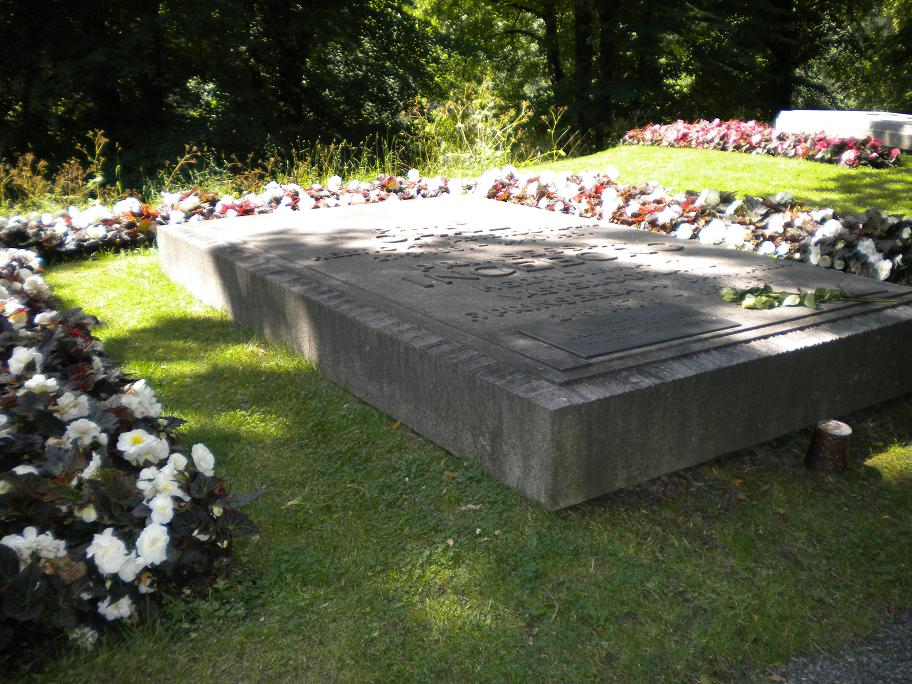
La tomba del Principe Bernadotte a Solna

Trascorse gli ultimi anni della sua vita in Spagna, in Costa del Sol, dove morì nel 2003.
Carlo è sepolto nel cimitero reale della città di Stoccolma.

## Ascendenza
|                            |                           |                                                                | Genitori                              |  |  | Nonni |  |  | Bisnonni          |  |  | Trisnonni                      |  |
|                            |                           |                                                                |                                       |  |  |       |  |  | Oscar I di Svezia |  |  | Jean-Baptiste Jules Bernadotte |  |
|                            |                           |                                                                |                                       |  |  |       |  |  | Oscar I di Svezia |  |  | Jean-Baptiste Jules Bernadotte |  |
|                            |                           | Désirée Clary                                                  |                                       |  |  |       |  |  | Oscar I di Svezia |  |  |                                |  |
| Oscar II di Svezia         |                           |                                                                |                                       |  |  |       |  |  | Oscar I di Svezia |  |  |                                |  |
|                            |                           | Giuseppina di Leuchtenberg                                     | Eugenio di Beauharnais                |  |  |       |  |  |                   |  |  |                                |  |
|                            |                           | Giuseppina di Leuchtenberg                                     | Eugenio di Beauharnais                |  |  |       |  |  |                   |  |  |                                |  |
|                            |                           | Giuseppina di Leuchtenberg                                     | Augusta di Baviera                    |  |  |       |  |  |                   |  |  |                                |  |
| Carlo di Svezia            |                           | Giuseppina di Leuchtenberg                                     |                                       |  |  |       |  |  |                   |  |  |                                |  |
|                            |                           | Guglielmo di Nassau                                            | Federico Guglielmo di Nassau-Weilburg |  |  |       |  |  |                   |  |  |                                |  |
|                            |                           | Guglielmo di Nassau                                            | Federico Guglielmo di Nassau-Weilburg |  |  |       |  |  |                   |  |  |                                |  |
|                            |                           | Guglielmo di Nassau                                            | Luisa Isabella di Kirchberg           |  |  |       |  |  |                   |  |  |                                |  |
| Sofia di Nassau            |                           | Guglielmo di Nassau                                            |                                       |  |  |       |  |  |                   |  |  |                                |  |
|                            |                           | Paolina di Württemberg                                         | Paolo Federico di Württemberg         |  |  |       |  |  |                   |  |  |                                |  |
|                            |                           | Paolina di Württemberg                                         | Paolo Federico di Württemberg         |  |  |       |  |  |                   |  |  |                                |  |
|                            |                           | Paolina di Württemberg                                         | Carlotta di Sassonia-Hildburghausen   |  |  |       |  |  |                   |  |  |                                |  |
| Carlo di Svezia            |                           | Paolina di Württemberg                                         |                                       |  |  |       |  |  |                   |  |  |                                |  |
|                            | Cristiano IX di Danimarca | Federico Guglielmo di Schleswig-Holstein-Sonderburg-Glücksburg |                                       |  |  |       |  |  |                   |  |  |                                |  |
|                            | Cristiano IX di Danimarca | Federico Guglielmo di Schleswig-Holstein-Sonderburg-Glücksburg |                                       |  |  |       |  |  |                   |  |  |                                |  |
|                            | Cristiano IX di Danimarca | Luisa Carolina d'Assia-Kassel                                  |                                       |  |  |       |  |  |                   |  |  |                                |  |
| Federico VIII di Danimarca | Cristiano IX di Danimarca |                                                                |                                       |  |  |       |  |  |                   |  |  |                                |  |
|                            |                           | Luisa d'Assia-Kassel                                           | Guglielmo d'Assia-Kassel              |  |  |       |  |  |                   |  |  |                                |  |
|                            |                           | Luisa d'Assia-Kassel                                           | Guglielmo d'Assia-Kassel              |  |  |       |  |  |                   |  |  |                                |  |
|                            |                           | Luisa d'Assia-Kassel                                           | Luisa Carlotta di Danimarca           |  |  |       |  |  |                   |  |  |                                |  |
| Ingeborg di Danimarca      |                           | Luisa d'Assia-Kassel                                           |                                       |  |  |       |  |  |                   |  |  |                                |  |
|                            |                           | Carlo XV di Svezia                                             | Oscar I di Svezia                     |  |  |       |  |  |                   |  |  |                                |  |
|                            |                           | Carlo XV di Svezia                                             | Oscar I di Svezia                     |  |  |       |  |  |                   |  |  |                                |  |
|                            |                           | Carlo XV di Svezia                                             | Giuseppina di Leuchtenberg            |  |  |       |  |  |                   |  |  |                                |  |
| Luisa di Svezia            |                           | Carlo XV di Svezia                                             |                                       |  |  |       |  |  |                   |  |  |                                |  |
|                            |                           | Luisa dei Paesi Bassi                                          | Federico d'Orange-Nassau              |  |  |       |  |  |                   |  |  |                                |  |
|                            |                           | Luisa dei Paesi Bassi                                          | Federico d'Orange-Nassau              |  |  |       |  |  |                   |  |  |                                |  |
|                            |                           | Luisa dei Paesi Bassi                                          | Luisa di Prussia                      |  |  |       |  |  |                   |  |  |                                |  |
|                            |                           | Luisa dei Paesi Bassi                                          |                                       |  |  |       |  |  |                   |  |  |                                |  |